# MRPS6
MRPS6 (англ. Mitochondrial ribosomal protein S6) – білок, який кодується однойменним геном, розташованим у людей на короткому плечі 21-ї хромосоми. Довжина поліпептидного ланцюга білка становить 125 амінокислот, а молекулярна маса — 14 227.
| 10         |  | 20         |  | 30         |  | 40         |  | 50         |
| ---------- |  | ---------- |  | ---------- |  | ---------- |  | ---------- |
| MPRYELALIL |  | KAMQRPETAA |  | TLKRTIEALM |  | DRGAIVRDLE |  | NLGERALPYR |
| ISAHSQQHNR |  | GGYFLVDFYA |  | PTAAVESMVE |  | HLSRDIDVIR |  | GNIVKHPLTQ |
| ELKECEGIVP |  | VPLAEKLYST |  | KKRKK      |  |            |  |            |

A: Аланін

C: Цистеїн

D: Аспарагінова кислота

E: Глутамінова кислота

F: Фенілаланін

G: Гліцин

H: Гістидин

I: Ізолейцин

K: Лізин

L: Лейцин

M: Метіонін

N: Аспарагін

P: Пролін

Q: Глутамін

R: Аргінін

S: Серин

T: Треонін

V: Валін

Кодований геном білок за функціями належить до рибонуклеопротеїнів, рибосомних білків. 
Локалізований у мітохондрії.